# 32e régiment de dragons
le  32e régiment de dragons (32e RD) est une unité de cavalerie l’armée française actuellement dissoute.

## Création et différentes dénominations
- En 1913, création du 32e régiment de dragons à partir du 13e régiment de cuirassiers.
- Dissolution en 1919.

## Chefs de corps
- 1er juillet 1913 - 20 octobre 1914 : colonel de Boissieu[1]
- 20 octobre - 14 novembre 1914 : commandant Dagonnet (par intérim)[2]
- 14 novembre 1914 - juin 1918 : colonel de Barry[2],[3]
- juin 1918 - 1919 : colonel Huet[3]

## Historique

### Avant 1914
À partir de 1909, il est prévu de transformer 13e régiment de cuirassiers de Chartres en régiment de dragons. Cette transformation est fixée à la date du 1er juillet 1913 par un décret de juin 1913.

### Première Guerre mondiale
- Elle ne cite pas suffisamment ses sources. Vous pouvez indiquer les passages à sourcer avec {{référence nécessaire}} ou {{Référence souhaitée}}, et inclure les références utiles en les liant aux notes de bas de page. (Marqué depuis décembre 2020)

- Casernement : Chartres, Versailles, 11e brigade de dragons. À la 1re division de cavalerie d'août 1914 à novembre 1918.

#### 1914
- Opérations du corps de cavalerie Sordet. Belgique, Bouillon, Paliseul, Rochefort, sud de Liège… Bataille de la Marne : Betz, Nanteuil-le-Haudouin…
- Artois : secteur de Lens... Bataille des Flandres.

#### 1918
- Du 15 avril 1917 au 31 décembre 1918, le régiment est affecté à la 11e brigade de Dragons, 1ère Division de Cavalerie, rattachée au 1er corps de cavalerie (France) [5].

#### 1919
- Le régiment est dissout en 1919.

## Étendard

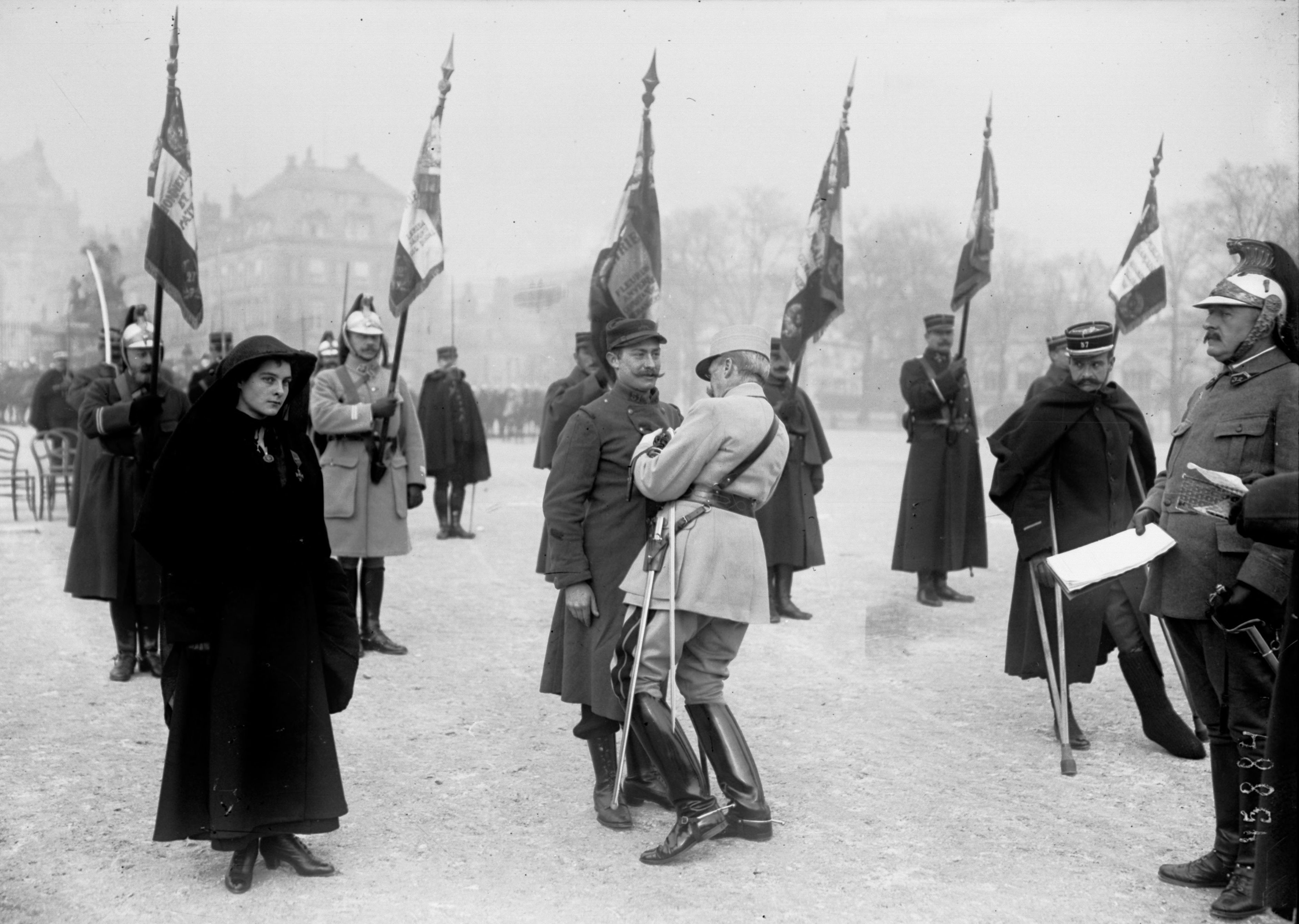
Le drapeau du, deuxième en partant de la gauche, lors de la remise de la croix de guerre à Émilienne Moreau le 27-11-1915. Tout à droite un lieutenant-colonel du régiment règle la cérémonie.

Il porte, cousues en lettres d'or dans ses plis, les inscriptions suivantes :
- Lérida 1810
- Sagonte 1811
- Col D'Ordal 1813
- Notre-Dame-de-Lorette 1914
- La Marne 1918

Les trois premières inscriptions sont reprises du 13e cuirassiers.

## Décorations
Le régiment est cité à l'ordre de l'armée le 28 avril 1919 par le maréchal Pétain.

## Personnalités ayant servi au32erégiment de dragons
- Henri Chas (1900-1945), résistant français, Compagnon de la Libération.